# Brandy (álbum)
Brandy es el álbum debut de la cantante estadounidense Brandy, lanzado al mercado el 27 de septiembre de 1994 por el sello discográfico Columbia Records. Hasta la fecha ha logrado vender más de 8 millones de copias en todo el mundo, y sus sencillos 6 millones más, siendo certificados en los Estados Unidos algunos con disco de oro y otros con platino. El álbum y sus sencillos le otorgaron a la artista cinco nominaciones a los Grammy y más de 30 nominaciones a otros premios musicales.

## Lista de canciones
1. "Movin' on" (Keith Crouch) – 4:27
2. "Baby" (K. Crouch, Kipper Jones, Rahsaan Patterson) – 5:13
3. "Best Friend" (K. Crouch, Glenn McKinney) – 4:48
4. "I Wanna Be Down" (K. Crouch, K. Jones) – 4:51
5. "I Dedicate (Part I)" (Rochad Holiday, Brandy Norwood, Curtis Wilson, Jeffrey Young) – 1:29
6. "Brokenhearted" (K. Crouch, K. Jones) – 5:52
7. "I'm Yours" (Arvel McClinton III, Damon Thomas) – 4:01
8. "Sunny Day" (R. Holiday, Mark Lomax, C. Wilson, J. Young) – 4:29
9. "As Long As You're Here" (R. Holiday, M. Lomax, C. Wilson, J. Young) – 4:45
10. "Always on My Mind" (K. Crouch) – 4:06
11. "I Dedicate (Part II)" (R. Holiday, B. Norwood, C. Wilson, J. Young) – 0:55
12. "Love Is on My Side" (Robin Thicke, D. Thomas) – 5:09
13. "Give Me You" (R. Holiday, M. Lomax, Kenny Young, J. Young) – 4:25
14. "I Dedicate (Part III)" (R. Holiday, B. Norwood, C. Wilson, J. Young) – 1:01
15. "I Wanna Be Down (The Human Rhythm Hip Hop Remix)" (featuring MC Lyte, Queen Latifah & Yo-Yo) (K. Crouch, Q. Latifah, M Lyte, Y. Yo, K. Jones) – 4:51 [Japan Bonus Track][1]